# Cabernet dorsa
Le  cabernet dorsa  est un cépage de cuve de raisins noirs.

## Origine et répartition géographique
Le cépage est une obtention de l'institut Staatliche Lehr- und Versuchsanstalt für Wein- und Obstbau Weinsberg à Weinsberg. L'origine génétique est vérifiée et c'est un croisement des cépages Dornfelder x Blau-Fränkisch ou Kek Frankos réalisé en 1971.
Il est de même parentage que le Cabernet Dorio.

## Potentiel technologique
Les grappes sont moyennes à grandes et les baies sont de taille moyenne. La grappe est moyennement compacte. Le cépage est très résistant au mildiou, peu sensible à l'oïdium et assez résistant à la pourriture grise. Le cépage donne des vins corsés et bien colorés même dans des vignobles septentrionaux.
Le cabernet se caractérise par sa robe rouge foncé et ses arômes complexes de fruits rouges et noirs tels les framboises, les mûres et les prunes.
Servir à 18 °C. avec les gibiers, les fromages forts, les salaisons, en hiver au coin du feu et en été servi sur la terrasse, légèrement plus frais.

## Synonymes
Le  cabernet dorsa  est connu sous le sigle de We 71-817-92